# Laponsko (Finsko)
Kraj Laponsko (fin. Lapin maakunta) je největší, nejsevernější a nejřidčeji obydlená provincie Finska. Na západě sousedí s Botnickým zálivem a švédským krajem Norrbotten, na severu s norskou Finnmarkou a na východě s ruskou Murmanskou oblastí. Jižně od Laponska leží provincie Severní Pohjanmaa. Finské Laponsko zaujímá 29 % rozlohy Finska a žije zde 3,4 % finské populace. Necelých 5 % zdejší populace tvoří Sámové. Největšími městy jsou Rovaniemi, Kemi a Tornio. Stejně jako další finské provincie, má i Laponsko určené své symboly z ptačí říše, flóry, zvířat a ryb. Jsou jimi slavík modráček, upolín evropský, sob polární a losos obecný.
Nejvyšším bodem regionu i celého Finska je Halti o nadmořské výšce 1 328 m n. m.

## Obce
Laponsko bylo v roce 2018 rozděleno do 6 okresů (finsky seutukunta) a 21 obcí (finsky kunta). Tučně zvýrazněné obce jsou městy.
- Enontekiö
- Inari
- Kemi
- Kemijärvi
- Keminmaa
- Kittilä
- Kolari
- Muonio
- Pelkosenniemi
- Pello
- Posio
- Ranua
- Rovaniemi
- Salla
- Savukoski
- Simo
- Sodankylä
- Tervola
- Tornio
- Utsjoki
- Ylitornio